# Ginástica nos Jogos da Commonwealth de 1994
A ginástica nos Jogos da Commonwealth de 1994, foi a terceira participação do esporte no evento multiesportivo, realizado na cidade de Victoria, no Canadá, com as disputas da ginástica artística masculina e feminina e e da modalidade rítmica.

## Eventos
| - Individual geral masculino - Equipes masculino - Solo masculino - Barra fixa - Barras paralelas - Cavalo com alças - Argolas - Salto sobre a mesa masculino - Equipes feminino - Individual geral feminino - Trave - Solo feminino - Barras assimétricas - Salto sobre a mesa feminino | Ginástica rítmica - Equipes - Individual geral - Bola - Corda - Maças - Fita |

## Medalhistas
| Evento              | Ouro                | Prata               | Bronze              |
| Masculino           |                     |                     |                     |
| Equipes             | CAN                 | AUS                 | ENG                 |
| Individual geral    | ENG Neil Thomas     | AUS Brennon Dowrick | AUS Peter Hogan     |
| Solo                | ENG Neil Thomas     | CAN Kris Burley     | CAN Alan Nolet      |
| Cavalo com alças    | AUS Brennon Dowrick | AUS Nathan Kingston | CAN Richard Ikeda   |
| Argolas             | ENG Neil Thomas     | AUS Peter Hogan     | AUS Brennon Dowrick |
| Salto sobre a mesa  | AUS Bret Hudson     | CAN Kris Burley     | ENG Neil Thomas     |
| Barras paralelas    | AUS Peter Hogan     | CAN Kris Burley     | AUS Brennon Dowrick |
| Barra fixa          | CAN Alan Nolet      | CAN Richard Ikeda   | AUS Nathan Kingston |
| Feminino            |                     |                     |                     |
| Equipes             | ENG                 | CAN                 | AUS                 |
| Individual geral    | CAN Stella Umeh     | AUS Rebecca Stoyal  | ENG Zita Lusack     |
| Salto sobre a mesa  | CAN Stella Umeh     | WAL Sonia Lawrence  | CAN Lisa Simes      |
| Barras assimétricas | AUS Rebecca Stoyal  | CAN Stella Umeh     | NZL Sara Thompson   |
| Trave               | AUS Salli Wills     | ENG Zita Lusack     | AUS Ruth Moniz      |
| Solo                | ENG Annika Reeder   | ENG Jackie Brady    | CAN Lisa Simes      |

Ginástica rítmica
| Evento           | Ouro                 | Prata                | Bronze                                   |
| Feminino         |                      |                      |                                          |
| Equipes          | CAN                  | AUS                  | ENG                                      |
| Individual geral | AUS Kasumi Takahashi | CAN Camille Martens  | ENG Debbie Southwick                     |
| Bola             | AUS Kasumi Takahashi | CAN Camille Martens  | ENG Aicha McKenzie CAN Gretchen McLennan |
| Maças            | AUS Kasumi Takahashi | CAN Camille Martens  | AUS Leigh Marning                        |
| Arco             | AUS Kasumi Takahashi | CAN Lindsay Richards | SCO Joanne Walker ENG Aicha McKenzie     |
| Fita             | AUS Kasumi Takahashi | CAN Camille Martens  | CAN Gretchen McLennan                    |

## Quadro de medalhas
| Ordem | País          | Medalha de ouro | Medalha de prata | Medalha de bronze | Total |
| ----- | ------------- | --------------- | ---------------- | ----------------- | ----- |
| 1     | Austrália     | 10              | 6                | 7                 | 23    |
| 2     | Canadá        | 5               | 11               | 6                 | 22    |
| 3     | Inglaterra    | 5               | 2                | 7                 | 14    |
| 4     | País de Gales |                 | 1                |                   | 1     |
| 5     | Nova Zelândia |                 |                  | 1                 | 1     |
|       | Escócia       |                 |                  | 1                 | 1     |
| TOTAL | TOTAL         | 20              | 20               | 22                | 62    |